# Олімпійська збірна Тунісу з футболу
Олімпійська збірна Тунісу з футболу (фр. Équipe de Tunisie olympique de football) — футбольна збірна, яка представляє Туніс на Олімпійських іграх. Контролюється Федерацією футболу Тунісу та Національним Олімпійським комітетом Тунісу.

## Історія
Збірна була створена 1960 року для участі в літніх Олімпійських іграх в 1960 році в Римі і з того часу чотири рази потрапляла на олімпіади. Жодного разу збірна не змогла подолати Перший раунд.

## Статистика
| Олімпійські ігри | Олімпійські ігри   | Олімпійські ігри | Олімпійські ігри | Олімпійські ігри | Олімпійські ігри | Олімпійські ігри | Олімпійські ігри | Олімпійські ігри |
| Участей: 1       | Участей: 1         | Участей: 1       | Участей: 1       | Участей: 1       | Участей: 1       | Участей: 1       | Участей: 1       | Участей: 1       |
| Рік              | Раунд              | Місце            | І                | В                | Н                | П                | ГЗ               | ГП               |
| ---------------- | ------------------ | ---------------- | ---------------- | ---------------- | ---------------- | ---------------- | ---------------- | ---------------- |
| 1960             | Перший раунд       | 13—16            | 3                | 0                | 0                | 3                | 3                | 11               |
| 1964             | Не кваліфікувались | -                | -                | -                | -                | -                | -                | -                |
| 1968             | Не кваліфікувались | -                | -                | -                | -                | -                | -                | -                |
| 1972             | Не кваліфікувались | -                | -                | -                | -                | -                | -                | -                |
| 1976             | Не кваліфікувались | -                | -                | -                | -                | -                | -                | -                |
| 1980             | Не кваліфікувались | -                | -                | -                | -                | -                | -                | -                |
| 1984             | Не кваліфікувались | -                | -                | -                | -                | -                | -                | -                |
| 1988             | Перший раунд       | 9—12             | 3                | 0                | 2                | 1                | 3                | 6                |
| 1992             | Не кваліфікувались | -                | -                | -                | -                | -                | -                | -                |
| 1996             | Перший раунд       | 13—16            | 3                | 0                | 1                | 2                | 1                | 5                |
| 2000             | Не кваліфікувались | -                | -                | -                | -                | -                | -                | -                |
| 2004             | Перший раунд       | 9—12             | 3                | 1                | 1                | 1                | 4                | 5                |
| 2008             | Не кваліфікувались | -                | -                | -                | -                | -                | -                | -                |
| 2012             | Не кваліфікувались | -                | -                | -                | -                | -                | -                | -                |
| Всього           | 4/14               | 9—12             | 12               | 1                | 4                | 7                | 11               | 27               |